# Ceratina binghami
Ceratina binghami är en biart som beskrevs av Cockerell 1908. Ceratina binghami ingår i släktet märgbin, och familjen långtungebin. Inga underarter finns listade i Catalogue of Life.

## Beskrivning
Ceratina binghami är en liten art, med en kroppslängd på 6 till 8 mm. Färgen är ganska variabel, men är vanligen glänsande grön, hos honan gärna med en mässingsglans, medan färgen hos hanen ofta är mer eller mindre helt blåaktig. Hos honan kan huvud och mellankropp många gånger vara mässingsfärgat, mer sällan även på bakkroppens ovansida. Hanen har sällsynt denna färgteckning, utan är oftare purpurblå på större delen av kroppen. Honan har blekgula markeringar på clypeus (munskölden) samt på knölarna på mellankroppen.

## Utbredning
Arten förekommer i Nepal, Indien och Sri Lanka.

## Ekologi
Som alla märgbin bygger Ceratina binghami sina larvbon i märgen på olika växter. Arten är polylektisk, den flyger till blommande växter från många olika familjer, företrädesvis korsblommiga växter, gurkväxter, potatisväxter, ärtväxter och flockblommiga växter. Den är aktiv hela året, men främst i vintermånaderna, med en topp i januari.